# Cœur Animal
Cœur Animal (Originaltitel: Coeur animal, TV-Titel: Das Tier in meinem Herzen) ist ein Schweizer Spielfilm aus dem Jahr 2009. Regie führte Séverine Cornamusaz, die auch das Drehbuch verfasste, das auf dem Roman Rapport aux bêtes (deutsch Von wegen den Tieren) von Noëlle Revaz basiert. Der Film gewann 2010 den Schweizer Filmpreis für den Besten Film und den Besten Darsteller und hatte seine Premiere im August 2009 auf dem World Film Festival in Montreal.

## Handlung
Der Bergbauer Paul bewirtschaftet zusammen mit seiner Frau Rosine den abgelegenen Hof seines verstorbenen Vaters. Er lässt sie hart für sich arbeiten und behandelt sie dabei lieblos. Als Rosine wegen Bauchschmerzen nicht mehr arbeiten kann, glaubt er, sie sei schwanger. Er engagiert den spanischen Arbeiter Eusebio zur Unterstützung. Dieser verändert durch seine offene und gesprächige Art das Leben auf der Alp und weckt bei Paul sogar Eifersucht. Als dieser glaubt, seine Frau betrüge ihn mit Eusebio, schlägt er sie krankenhausreif.

## Rezeption
Der Fernsehsender Arte urteilte, der Spielfilm dringe „tief in das Bewusstsein eines Mannes ein, der unfähig ist, seine Gefühle durch sein Handeln auszudrücken“. Anfangs erscheine „Paul wie ein Ungeheuer, eine Person, die durch ihre Taten Unverständnis und Abscheu beim Zuschauer hervorruft“. Im Verlauf des Films gelinge es jedoch Cornamusaz, „dessen inneren Kampf und dessen Unvermögen, menschliche Nähe zu akzeptieren“ für den Zuschauer nachvollziehbar zu machen. Die Filmzeitschrift Cinema bezeichnete den Film als „bretthartes Alpdrama mit durchaus poetischen Momenten“. Es wurde jedoch kritisiert, dass wenig erklärt werde, „weshalb die Wandlung der archaischen Hauptfigur am Ende arg bemüht“ wirke. Im Fazit heißt es: „Ein Werk voller Schroffheiten, Tristesse und Schweigsamkeit, das ein Problem hat: Es ist einfach nicht mitreißend.“ Der Filmdienst sah ein „bildgewaltiges Erstlingswerk, das die Geschichte einer schmerzlichen Menschwerdung“ erzähle. Der Film sei zwar „psychologisch nicht immer ganz schlüssig“, vermittle jedoch „eindrucksvoll, dass die menschenverachtende Haltung des Bauern aus seiner Angst vor Nähe und Zärtlichkeit resultiert“.

## Auszeichnungen
Der Film gewann im Jahr 2010 den Schweizer Filmpreis in den Kategorien Bester Spielfilm (für Séverine Cornamusaz) und Bester Darsteller (für Antonio Buíl). Außerdem erhielt der Film im Jahr 2009 den Preis der Ökumenischen Jury, den FIPRESCI-Preis sowie eine lobende Erwähnung der internationalen Jury für einen bemerkenswerten Film mit herausragenden Leistungen auf dem Internationalen Filmfestival Mannheim-Heidelberg.